# Kelokédara
Kelokédara är en ort i Cypern.   Den ligger i distriktet Eparchía Páfou, i den sydvästra delen av landet, 80 km sydväst om huvudstaden Nicosia. Kelokédara ligger 483 meter över havet och antalet invånare är 237. Den ligger på ön Cypern.
Terrängen runt Kelokédara är kuperad.Trakten runt Kelokédara är ganska glesbefolkad, med 21 invånare per kvadratkilometer. Närmaste större samhälle är Geroskípou, 19,1 km väster om Kelokédara. Trakten runt Kelokédara är i huvudsak ett öppet busklandskap.